# 아흐센 에롤루
아흐센 에롤루(Ahsen Eroğlu, 1994년 10월 27일 ~ )는 튀르키예의 배우이다. 2021년 황금나비상 신인상 수상자이다.